# Тарновский, Вениамин Михайлович
Вениами́н Миха́йлович Тарно́вский (9 июля (21 июля) 1837, с. Нижний Даймен, ныне Курской области — 5 мая (18 мая) 1906, Париж) — российский венеролог-сифилидолог, основатель российской научной школы венерологии, сексопатолог, судебный психиатр, прогрессивный общественный деятель. Тайный советник (1879).

## Биография
Вениамин Тарновский родился 9 июля (21 июля) 1837 года в селе Нижний Даймен в Щигровском уезде Курской губернии в дворянской семье. Брат И. М. Тарновского (1833—1899), гинеколога и акушера, доктора медицины, директора Надеждинского родовспомогательного заведения (с 1898 г.).

### Спасение жизни Александра II
Существует предание, согласно которому во время посещения Александром II Калинкинской больницы 4 апреля 1866 г. В. М. Тарновский вручил императору наперстный священнический крест. И после этого император, надев его, отправился в сопровождении племянника и племянницы на прогулку в Летний сад, где на него было совершено первое покушение, и пуля попала в этот «Крест Животворящий», защитив Александра II. Из личного дела № 1134 ведомства попечительного совета заведений общественного призрения в С. Петербурге конторы Калинкинской больницы о службе сверхштатного ординатора Вениамина Тарновского: «Высочайшим повелением, выраженным в отношении г. Министра Императорского двора, от 22 апреля 1866 года за № 1929, на имя г. Попечителя больницы, Тайного Советника Розенбергера, за подношение 18-го числа, того же апреля лица, чинами Калинкинской Градской больницы, при верноподданническом адресе, того самого св. Креста, которым, при посещении сего Учреждения, 4 апреля 1866 года, Государь император был осенен в домовой церкви означенной больницы, незадолго до чудесного избавления Своего от опасности, Его Императорское Величество Всемилостивейшие повелеть соизволил: объявить подписавшим адрес лицам, за это приношение и верноподданнические чувства, Высочайшую благодарность…». 

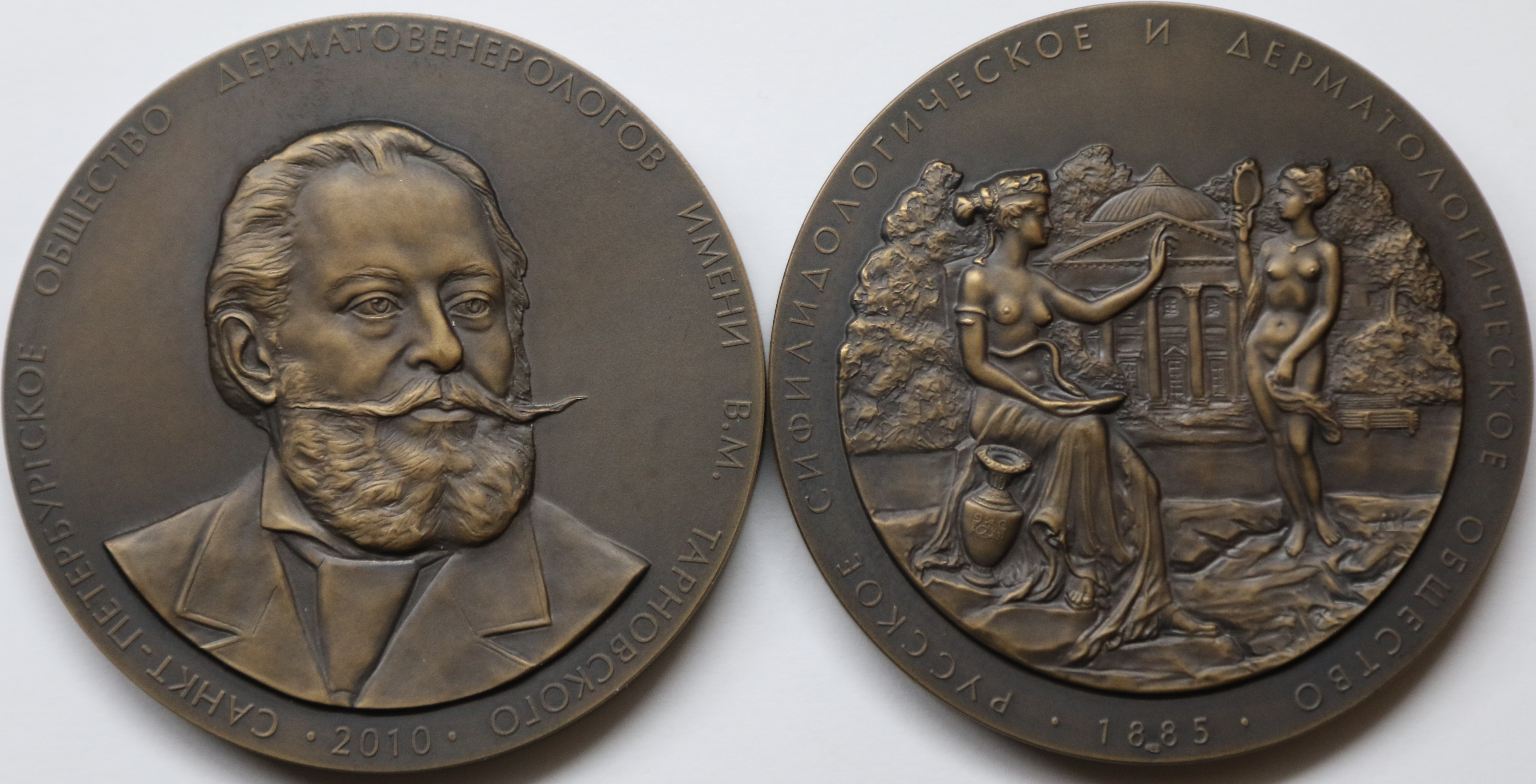
Тарновский Вениамин Михайлович, наградная медаль Санкт-Петербургского отделения Российского общества дерматовенерологов и косметологов. Скульптор Шамаев Александр Федорович, автор и дизайнер медали профессор Заславский Денис Владимирович. СПб., Монетный Двор. 2010 г., бронза, ручное патирование, 70 мм. Тираж 100 шт.

### Научная и педагогическая деятельность
В 1859—1866 годах работал сверхштатным ординатором в Санкт-Петербурге в Калинкинской больнице — старейшей специализированной венерологической клинике России.
В сентябре 1865 года был командирован министерством внутренних дел в Витебскую и Псковскую губернии для исследования причин распространения в этих краях венерических болезней. В отчёте об этой командировке, представленном им в феврале 1866 года, Тарновский указал на недостаточность предпринимаемых мер к прекращению сифилиса в России и предложил ряд новых мероприятий для пресечения распространения болезни.
В 1867 году им был издан «Атлас к руководству для распознавания венерических болезней женщин и детей» с 15-ю таблицами (38-ю рисунками), сделанными с натуры художником В. Рейнгардом. Руководство было удостоено похвального отзыва Академии наук. Диссертацию доктора медицины на тему «Распознавание венерических болезней у женщин и детей» защитил в 1868 году.
В 1862 и 1866 годах он ездил в Германию и Францию, где посещал специальные больницы для венерических больных и слушал лекции у Barensprung’a, Рикора, Роллетта и Diday.
По проекту Тарновского в 1868 году было организовано «Cуворовское училище для повивальных бабок» при Калинкинской больнице. В нём В. М. Тарновский в качестве доцента вёл в течение 25 лет курс сифилидологии. Училище, подготовившее более полутора тысяч женщин-акушерок, дало возможность заменить в Калинкинской больнице фельдшеров акушерками, прошедшими курс венерологии, а также распределить новые кадры по всей России. За короткий период (до перехода Тарновского на педагогическую работу в Медико-хирургическую академию) было опубликовано семь его научных работ, посвящённых экспериментальному и клиническому изучению новых методов лечения сифилиса. В 1892 году Городская дума присвоила Тарновскому звание Почётного члена Суворовского училища; портрет его, как основателя, был торжественно размещён в ординаторской. Тарновский возглавлял училище вплоть до 1894 года, а затем безвозмездно продолжал преподавать в нём.
С 1869 года — преподаватель Санкт-Петербургской медико-хирургической академии, до 1894 года руководил кафедрой сифилидологии; с 1871 года — ординарный профессор, в 1894—1897 гг. — заведующий кафедрой дерматологии и сифилидологии, где под его руководством работал также В. И. Зарубин. С 1894 года по 1897 год заведовал объединённой кафедрой кожных и венерических болезней.
В 1876 году вместе с Шульговским, перевёл с французского и издал сочинение Лансеро «Учение о сифилисе».
В. М. Тарновский — организатор первого музея муляжей в Медико-хирургической академии, составленного из выбранных им самим в Париже лучших слепков различных болезней кожи и сифилиса, а также собственных русских слепков с больных, сделанных доктором М. Л. Карповичем. Им был написан учебник для академического курса венерических болезней.
Кроме чтения лекций студентам академии, В. М. Тарновский читал лекции по сифилису врачам-терапевтам курсов усовершенствования при академии, а также слушательницам Женских врачебных курсов, где тоже завоевал славу блестящего лектора. Был поборником высшего женского медицинского образования в России Он был одним из учредителей первых в России и в Европе Женских врачебных курсов, открывшихся в 1872 году в Медико-хирургической академии. В 1887 году Тарновский выделил крупную сумму собственных сбережений на строительство клиники кожных болезней Женского медицинского института
Первая в России женщина-сифилидолог З. Я. Ельцина (1854—1927) была его ученицей и ассистенткой. С 1882 года она работала экстерном в Калинкинской больнице, в 1885 году была зачислена ассистенткой кафедры сифилидологии на Высших женских курсах, позже вела приём больных в домашнем кабинете В. М. Тарновского на набережной р. Мойки, 104 (1887—1906 гг.). После революции Ельцина была главным врачом организованной ею первой в России больницы для детей с кожными и венерическими заболеваниями. Другая его ученица — В. А. Кашеварова, в поступлении которой в академию Тарновский принял активное участие. В 1876 году она защитила диссертацию и стала первой русской женщиной — доктором медицины. В декабре 1868 года во время чествования её на квартире на наб. р. Мойки по поводу получения Кашеваровой диплома «лекаря с отличием» прогрессивная медицинская общественность заручилась поддержкой Главного медицинского инспектора Николая Козлова в организации женских врачебных курсов.
Жена Тарновского Прасковья Николаевна (урождённая Козлова, дочь Николая Козлова) (1848—1910) — выдающийся невролог и антрополог, автор монографий «Женщины-убийцы» (СПб., 1902 год; антропологическое исследование с 163 рисунками и 8 антропометрическими таблицами) и статьи «Воровки» (Журнал Русского общества народного здоровья. — 1891. — № 6). Она также разделяла идеи криминальной антропологии о врождённой предрасположенности к рецидиву преступлений. Плоды её работ, содержащих большой аналитический материал по проституции, использовал в своих трудах Тарновский. Тарновская была не только сподвижницей мужа, но и активной поборницей женского образования в России. Труды Тарновской высоко оценивал А. Ф. Кони.
В 1860—1870-е гг. Тарновский сделал ряд важных открытий в области венерологии: доказал возможность повторного заражения сифилисом, предложил ряд новых лечебных препаратов. Многолетние исследования и наблюдения позволили В. М. Тарновскому опровергнуть утверждения ряда крупнейших зарубежных сифилидологов второй половины XIX века о невозможности излечения сифилиса, доказав возможность излечения сифилиса препаратами ртути и йода в любом периоде. Он показал частоту и диагностическое значение дегенеративных изменений в тканях и органах у детей, родившихся от матерей, больных сифилисом, возможность передачи инфекции третьему поколению. Показал, что предупредительное лечение беременных может предотвратить передачу сифилиса плоду.
Огромное значение для развития учения о сифилисе имели работы Тарновского о сифилитической наследственности. Имея обширную частную практику, проведя наблюдения за больными на протяжении 40 лет, он собрал чрезвычайно богатый материал об отдаленных результатах заражения сифилисом, о влиянии сифилиса как на самого больного, так и на его потомство. Этой работе Тарновский посвятил домашнее время, свободное от приёмов, уже после ухода из академии. Итогом глубокого научного анализа наблюдений явились его работы: «Сифилитическая семья и её нисходящее поколение» (1902); «Атипические формы сифилиса» (1901) и «Удвоенный сифилис и сифилитическая наследственность» (1902). В этих работах Тарновский предпринял также попытку исследования сифилиса с точки зрения биологической эволюции. Задолго до появления пенициллина Тарновский пришёл к выводу об излечимости сифилиса: «Излечимость сифилиса» (1900). Высокую научную ценность имели работы Тарновского по общей патологии сифилиса.
В доме на Мойке, 104 Тарновский работал как лечащий врач. Сюда приезжали больные всех рангов и сословий со всей России. Умение лечить сочеталось у Тарновского с его высокими гуманистическими качествами: за всю практику не было ни одного случая самоубийства пациента. Специально разработанная Тарновским система историй болезней, составивших сотни тысяч единиц, дала основную базу для научных выводов профессора.

### В. М. Тарновский — основатель Русского сифилидологического и дерматологического общества
16 октября 1867 г. Тарновский был избран в действительные члены Общества русских врачей. В этом обществе им было сделано 5 докладов.
В 1882 г. профессор В. М. Тарновский впервые высказал идею о необходимости создания в России профессионального общества. Активной организацией нового общества Тарновский занялся с 1884 года.
Первые заседания общества проходили в квартире Тарновского в доме на набережной Мойки, 104, где он жил (кв. 4) и принимал больных в своей домашней амбулатории с к. 1870-х гг. по 1906 г. На первом заседании 20 октября 1885 г. председателем был единогласно избран проф. В. М. Тарновский, товарищем председателя проф. А. Г. Полотебнов, секретарем И. А. Маев. В общество вошли 20 петербургских врачей, среди них — Э. Ф. Шперк, С. С. Яковлев, С. Я. Кульнев, А. А. Сухов, А. Г. Ге, М. О. Перфильев, к работе общества были привлечены авторитетные врачи из других городов: Н. П. Мансуров, А. И. Поспелов, М. И. Стуковенков. К концу 1885 г. общество насчитывало уже 46 членов. Заседания были перенесены в помещение Управления Красного Креста, на Инженерной улице, д. № 9. К 1897 г. насчитывало уже двух почетных членов, 63 действительных и 8 членов-сотрудников. На первом заседании был принят устав общества, утверждённый Министерством внутренних дел 9 августа 1885 г. Это было первое в мире Русское сифилидологическое и дерматологическое общество, утверждённое на государственном уровне. После этого, следуя его примеру, и за границей стали открываться такие общества: в Берлине, Париже, Вене и других городах, в России появились такие общества в Москве, Киеве, Одессе и других местах. Протоколы заседаний 1885—1889 гг. печатались на страницах Военно-медицинского журнала, а в дальнейшем издавались отдельно. За первые 10 лет своего существования общество провело около 200 заседаний.
Очень скоро общество развернуло широкую деятельность по борьбе с распространением сифилиса среди населения страны. За первый год состоялось 13 заседаний, посвященных, помимо демонстрации больных, обсуждению ряда вопросов по поводу обращения Медицинского совета Министерства внутренних дел относительно значения распространения в народе общедоступных сведений о сифилисе в целях предупреждения развития этой болезни и обращения к обществу Санкт-Петербургского городского головы по поводу деятельности Санкт-Петербургского врачебно-полицейского комитета и регулирования проституции, с предложением выработать правила к возможному охранению петербургского населения от заражения. Широкому обсуждению на заседании 25 апреля 1892 г. подвергся вопрос о врачебной тайне. Основой послужил доклад О. В. Петерсена «Материалы к вопросу о врачебной тайне по отношению к сифилису и венерическим болезням». В обсуждении участвовал приглашенный на заседание особым письмом Тарновского знаменитый юрист-сенатор А. Ф. Кони. Общество выработало положения, по которым тайна больного может быть открыта лечащим врачом с согласия или по требованию самого больного, при несовершеннолетии или невменяемости больного, при консультации с другим врачом. Тайна больного не может быть безусловно соблюдена врачом, если последний свидетельствует больного по обязанностям своей службы, что должны делать военные врачи, врачи врачебно-полицейского комитета, по требованию суда, военного присутствия
На многочисленных заседаниях общества демонстрировались больные. В целях глубокого изучения вопроса, Тарновский предложил обратиться во все специальные амбулатории с просьбой сообщать в общество о каждом случае внеполового заражения. По его поручению, д-ром И. А. Чистяковым была составлена особая схема вопросов, по которой в дальнейшем и получались сведения. Ввиду увеличения числа внеполовых заражений В. М. Тарновский считал необходимым установить санитарный контроль за больными после лечения. В отношении войск такая мера им была лично проведена.
Смоленское губернское земство обратилось к Тарновскому, как к председателю специальной комиссии при обществе охранения народного здравия и председателю сифилидологического общества, с просьбой составить наставление о вреде сифилиса и о его предупреждении. На одном из заседаний 1885 г. был обсужден план этой брошюры и решено поручить написание брошюры проф. А. Ге.
в 1886 г. научная продукция общества, в виде целого ряда докладов фигурировала на I съезде Московско-Петербургского (в последующем Пироговского) медицинского съезда. Вопросы сифилидологии рассматривались на особой сифилидологической секции, которую возглавлял В. М. Tарновский. На всех последующих пироговских съездах, как правило, выделялась самостоятельная секция дерматологии и венерологии во главе с В. М. Тарновским. На VII Пироговском съезде в Казани (1889) Тарновский был избран почетным председателем съезда. На съездах Тарновский и его коллеги по обществу поднимал темы широкого общественного значения: излечимость сифилиса, сифилитическая наследственность и удвоенный сифилис, сифилис мозга, о специальных больницах для больных сифилисом и венерическими болезнями в больших городах, о популяризации сведений о сифилисе и др.
Наиболее крупным общественным мероприятием, который явился следствием большой работы Русского сифилидологического и дерматологического общества, проделанной под председательством проф. В. М. Тарновского, явился созванный в 1897 г. Всероссийский съезд сифилидологов и земских врачей по обсуждению мер против распространения сифилиса. Это был первый в мире съезд для обсуждения мер против распространения сифилиса. К этому съезду общество подготовило новую номенклатуру сифилиса и венерических болезней. Подготовка к съезду проводилась в течение года на квартире Тарновского на Мойке 104 при участии директора Медицинского департамента Министерства внутренних дел Российской империи Л. Ф. Рагозина.
Санкт-Петербургское научное общество дерматовенерологов по сей день носит имя В. М. Тарновского.

### Общественная деятельность
В. М. Тарновский неоднократно получал от коллектива профессоров (на конференциях академии) поручения общественного характера. В 1875 г. он избирается депутатом на международный съезд врачей в Вене, в 1889 г. — членом академического суда, в 1892 г. — председателем комиссии для обсуждения вопроса о посылке денег, жертвуемых членами конференции в пользу голодающих, в 1895 — председателем комиссии по участию академии в Нижегородской выставке и т. д. Вениамин Михайлович был одним из членов-учредителей общества попечения о бедных больных, которое открылось в академии 2 мая 1897 года.
Принимал активное участие в организации XII Международного медицинского конгресса в Москве 7—14 августа 1897 г., который стал апофеозом русской медицины, собравший 8200 участников, из них 5700 иностранных делегатов. Конгресс продемонстрировал важность и необходимость идеи Тарновского о создании национальных обществ сифилидологов и дерматовенерологов. Примеру Петербурга последовали врачи по всей России и по всему миру. Среди докладчиков на секции по дерматовенерологии — Капоши (Kaposi, Вена), Аллопо (Hallopeau, Париж), Гошер (Gaucher, Париж), Бартелеми (Barthelemy, Париж), Вольф (Wolf, Страссбург), Розенталь (Rosenthal, Берлин), Никольский П. В. (Киев), Линдстрем (Киев), Жюльен (Jullien, Париж), Попер-Мор (Poper-Mor, Будапешт), Швиммер (Schwimmer, Будапешт), Поспелов А. И. (Москва), Тарновский В. М. (Санкт-Петербург). В прениях участвовали Ватрашевский, Яковлев, Унна (P.G. Unna), Кампана (Campana), Лассар (О. Lassar), Соффиантини (G. Soffiantini), ван Хорн (van Hoorn), Зак (W. Sack). В течение 8 дней было сделано более 1300 докладов. На открытии конгресса в Большом театре от ученых Санкт-Петербурга выступил В. М. Тарновский. В своём докладе на французском языке Тарновский особенно подчеркнул, какое важное значение имел съезд русских сифилидологов в Петербурге в январе текущего года в борьбе с распространением сифилиса в России. На международных съездах 1896 г. в Лондоне и в 1900 г. в Париже Тарновский также принимал активное участие.
Тарновский состоял членом Совета общества борьбы с заразными болезнями и консультантом по венерическим болезням Петербургских городских больниц, состоящих в ведении Городской Управы. Состоя длительное время консультантом по венерическим болезням при Главном военно-медицинском управлении (1880—1884), а также в качестве начальника кафедры, готовящей врачебные кадры для армии, В. М. Тарновский проявлял большую заботу об уменьшении венерической заболеваемости среди военнослужащих и смог принять радикальные меры по её снижению, проведя исследования военных госпиталей страны.
9 декабря 1896 г. В. М. Тарновский был назначен членом Медицинского совета Министерства внутренних дел и состоял на этой должности до 1906 г.
3 декабря 1897 г., когда исполнилось 35 лет профессорско-преподавательской деятельности Тарновского, он оставил службу в академии, но продолжил принимать участие в научной и общественной жизни. Ко времени выхода в отставку В. М. Тарновский являлся одним из самых заслуженных профессоров академии, имел звание тайного советника, был награждён высшими государственными орденами.
Тарновский состоял почетным председателем русского сифилидологического и дерматологического общества, почетным членом Московского, Харьковского, Одесского дермато-венерологических обществ, Берлинского дерматологического общества, общества киевских врачей, одесских врачей, Виленского медицинского общества, общества взаимопомощи женщин-врачей, членом-корреспондентом Венского королевского общества врачей, Медицинской Парижской академии, Парижского медицинского общества, французского общества санитарной и моральной профилактики. В качестве почётного мирового судьи приглашался присутствовать на съезде мировых судей в Феодосии.
На XV Международном медицинском съезде в Лиссабоне (19-26 апреля 1906 г.) В. М. Тарновский был назначен Председателем национального (русского) комитета.
Вдова покойного В. М. Тарновского обратилась в 1907 г. в сифилидологическое общество с предложением учредить премию имени В. М. Тарновского, для чего она принесла в дар обществу неприкосновенный капитал в 10ООО рублей. Премия состояла из процентов неприкосновенного капитала в 10000 рублей государственной ренты и выдавалась через каждые пять лет, начиная с сентября 1906 года. По истечении пятилетнего срока со дня смерти В. М. Тарновского первая премия его имени, в 1711 рублей, была присуждена профессору Военно-медицинской академии Н. А. Вельяминову за капитальный труд «Сифилис суставов».

## Научные взгляды В. М. Тарновского
С 1880-х гг научные интересы Тарновского в определённой степени смещаются в область сексологии, сексопатологии, морально-юридических аспектов сексуальности. В частности, Тарновский осторожно высказывался в пользу декриминализации мужеложества в тех случаях, когда оно связано с врождённой гомосексуальностью (различая при этом гомосексуальность врождённую и приобретённую); врождённой Тарновский считал также склонность к проституции.
Считается, что в работе Тарновского «Извращения полового чувства» (1884, отдельное издание 1885, немецкое издание 1886) впервые в России введён термин «<половое> извращение» (как перевод фр. «inversion du sens génital» из одноимённой работы Ж.-М. Шарко и В.Маньяна 1882 г.), а сама эта работа во многом повлияла на труды основателя клинической сексопатологии Р. Крафт-Эбинга.

## Память
- Санкт-Петербургского научного общества дерматовенерологов имени В. М. Тарновского
- В 1922 г. Калинкинской больнице было присвоено имя В. М. Тарновского.

## Основные труды
- О лечении сифилитической болезни оспопрививание м// Воен.-мед. журн., 1861, ч, 80, отд, 2, с. 271—327.
- Об оспопрививании как сродстве противосифилитическом // Воен.- мед. журн., 1862, ч, 83, отд. 2, с. 196—234.
- Распознавание венерических болезней у женщин и детей. Руководство для повивальных бабок; с атласом: а) СПб., 1863; б) СПб., 1867.
- Некоторые формы сифилитической афазии // а) Воен.-мед. журн., 1867, ч. 100, отд, 3, с. 225—296, и 1868, ч. 101, отд. 3, 162—214; (5) СПб., 1868; в) изд. на итал. языке, 1872.
- Случай афазии сифилитического происхождения. Проток. об-ва русск. врачей в СПб., 1867, с. 25—26, 29—54.
- Курс венерических болезней— СПб., 1870. — 428 с.
- Разбор сочинения д-ра Левина «О лечении сифилиса подкожными впрыскиваниями сулемы». Проток. об-ва русск. врачей в СПб., 1867/1868, с. 455—485.
- Перелой и сифилис. Лекция, читанная в конференции Мед.-хир. академии 23 марта 1868 г. // Мед. Вестник, 1868, с. 27, 251—256.
- Разбор труда Ф. О. Островского «О перелойном ревматизме». Проток. об-ва русск, врачей в СПб,, 1868/1869, с. 240—242.
- 4 случая заражения простыми (мягкими) венерическими шанкрами сифилитических субъектов. Проток, об-ва русск. врачей в СПб,, 1868/1869, с. 303—304.
- Ложно-затверделые шанкры сифилитиков. Проток. об-ва русск. врачей в СПб,, 1868/1869, с. 315—328.
- Сифилис в Новгородской и Псковской губерниях // Арх. суд. мед., 1868, 4/VI, с. 1-5.
- Хроническое паренхиматозное воспаление мочеиспускательного канала. Проток. об-ва русск. врачей в СПб., 1869/1870, 31 с.
- Курс венерических болезней. Перелой. Лекции, читанные в Мед.-хир. академии. — СПб., 1870.
- Ответ на рецензию проф. Богдановского // Воен.-мед. журн., 1871, ч. 112, отд. 8, 1—36.
- Лечение уретритов впрыскиваниями марганцово-цинковой соли // Воен.-мед. журн., 1872, ч. 115, отд. 3, с. 147—152.
- Cautersatio provocatoria// Воен.-мед. журн., 1873, ч. 116, отд., 3, с. 147—150.
- Reisung und Syphilis/ Viexteljahresschrift, 1877, с. 19—42.
- Отчёт консультанта по венерическим болезням при Главном Воен.-мед. управлении // Воен.-мед. журн., 1881, ч. 140, отд 7, с. 63-112.
- Лекции по сифилису. СПб., 1883.
- Употребление йодоформа в сифилитической клинике // Воен.-мед. журн., 1883, ч. 146, отд. 3, с. 17—28, 33—44.
- Извращение полового чувства: Судеб.-психиатр. очерк: Для врачей и юристов/ [Соч.] Проф. В. М. Тарновского. — Санкт-Петербург: тип. М. М. Стасюлевича, 1885. — [4], 109 с.
- Половая зрелость, её течение, отклонения и болезни. а) СПб., 1986, б) СПб., 1891.
- Oб источниках распространения сифилиса; по поводу вырезывания сифилитического первичного затвердения: а) Врач, 1887, № 18, с. 363-—366, б) СПб., 1887.
- Отзыв на кн.: Мансуров «Лекции о венерических болезнях». Проток. русск. сифил. об-ва, 26/111. 1888 г.
- Проституция и аболиционизм (совм. с И. М. Тарновским), 1888.
- Памяти проф. Рикора. Проток. русск. сифил. об-ва. 1888/1889, стр. 79—82.
- Регламентация проституции в Москве и Париже: а) Проток. сифилидологического общества, 1889/1890, б) Медицина, 1890, № 7, с. 66—67.
- Потребители проституции: а) Медицина, 1890, № 69 и 70, с. 557—562; б) СПб., 1890.
- Опыт аболиционизма в Италии: а) Мед. обозрение, 1891, т. 36, М 24, с. 1136—1148; б) М., 1891.
- Сифилис мозга и его отношение к другим заболеваниям нервной системы: а) СПб., 1891; б) Медицина, 1891, № 4, 53—60; в) Мед. обозрение, 1891, т. 35, № 2, с. 150—152; Труды IV съезда врачей в память Пирогова, 1891.
- Злокачественный сифилис. Доклад на III международном съезде врачей в Лондоне: а) Библиотека врача, 1896, № 8; б) М., 1896; в) СПб., 1900.
- Серотерапия в применении к лечению сифилиса: а) Дневник съезда общества русских врачей в память Пирогова, Киев, 1896, т. 6, № 7, 9—15; б) Русский архив патологии, клин. мед. и бактериологии, 1896, т. 2, в. 2, 145—167; в) СПб., 1896.
- Борьба с сифилисом в России. Речь на Всероссийском съезде по обсуждению мер против сифилиса, СПб., 1897.
- Лечение сифилиса сывороткой меркуриализированных животных (совместно с С. С. Яковлевым): а) Русский архив патологии, клин, медицины и бактериологии, 1897, т. 4, в. 6, 611—634; б) СПб., 1897.
- О врачебной деятельности : Заключ. лекция, чит. в Воен.-мед. акад. 3 апр. 1897 г./ Проф. В. М. Тарновский. Санкт-Петербург: тип. В. С. Эттингера, 1897. 8 с.
- Traitement de la Syphilis par le serum d’Animaux mercurialises C. R. XII Congr. intern. Med. 1897, v. 4. Sect. 8, pp. 126—132. М., 1899.
- Половая зрелость, её течение, отклонения и болезни, 1891.
- Повторное заражение сифилисом. Доклад, читанный в русском сифилидологическом обществе 31 января 1898 г., СПб., 1898 (оттиск из газеты «Врач», 1898, № 9, 241—244).
- Письмо о сифилисе. Казань. 1899.
- La Syphilis en Russie. С. R. XII Congr. intern. Med., М., 1897, v. 4, Sect. 8, pp. 7—11, М., 1899, pp. 7—11, M. 1899.
- Выступление в дискуссии на XII медицинском конгрессе в Москве (1897) по докладу Barthelemy: Lе Traitement de la Syphilis. С. R. XII Соngr, intern, Med, M .,1897, v. 4, Sect. 8, pp. 179—183, M., 1899.
- Выступление на XII медицинском конгрессе в Москве (1897) по докладу Т- Вekrend: Prostitution und offcntliche Gcsondheitapflege. С. R. XII Соngr, intern, Med, M .,1897, v. 4, Sect. 8, p. 423.3, M., 1899.
- Излечимость сифилиса. Спб., 1900.
- Атипические формы сифилиса: а) Русск. журнал кожн. и венер. болезней, 1901, т. 1, 71—84; б) СПб., 1901; в) Харьков, 1901.
- Сифилитическая семья и её нисходящее поколение. Биологический очерк: а) Русск. журн. кожн. и венер. болезней, 1901, т. 2, 717—749; 905—941; 1902, т. 3, 73—79, 111—227, 339—368; б) СПб., 1902.
- Удвоенный сифилис и сифилитическая наследственность // Практический врач, 1902, № с. 1, 3—5, № 2, с. 34—36.

## Научные труды профессора В. М. Тарновского, изданные за границей
- Recherches sur l`Aphasie syphilitique. Paris, 1870.
- Vortrage fiber venerische Krankheiten. Berlin, 1872.
- Lezioni sulle malattie veneree. Scuola raed., napol. L 4, p. 308—218, 1881.
- Die krankhaften Erscheinungen des Geschlechtsinnes. Eine forensisch psychiatrische Studie. Berlin, 1884; 1886.
- Briefe fiber Prostitution und Abolitionismus. Intern. Centralbl. 1 d. Physiol, und Pathol, der Ham.-u. Sex. Org. Bd. 1, S. 361; 444, 1889—1890. (Prostitution und Abolitionismus. Briefe Pr. W. Tarnow- sky. Hamburg und Leipzig, 1890).
- Ueber Gehim Syphilis, ihre Diagnose und ihr Verhaltniss zb anderen Erkrankungen des Centralnervensysteras. Monatsschrtft f. prakt. Dermatologie. Bd. 12, S. 324—326,1891. (Die Syphilis des Gehiras und ihre Beziehung zu anderen Erkrankungen des Nervensystem. Arch. f. Derm. u. Syphilis, Bd. 23, S. 385, 1891).
- Erfahrungen des Abolitionismus in der Prostitntionsirage in Italien. Intemat. Centralbl. f. d. Physiol, u. Pathol, d. Ham. u. Sex. Oif"s Bd. 3, S. 243—260, 1891—1892. (Experiences d`Abolition de U Prostitution en Italie. Gaz. hebdom. de Med. Vol. 29, p. 607, 619, 1892).
- Seroterapie als Heilmittel der Syphilis. Arch. f. Derm. u. Syphilis, Bd 36, S. 63-91, 1896.
- Syphilis maligna. Monatsschrift. f. prakt. Dermatologie, Bd. 23.S. 324; 426, 1896.
- Lutte contre la Syphilis. Ann. d’Hygien., v. 38, pp. 193—223, 1897. The sexual instinct and its morbid manifestations from the duble standpoint of jurisprudence and psychiatry. Paris, 1898. (L’instinct sexuel et ses manifestations morbides en duble point de vue de la Jurisprudence et de la psychiatrie. Paris, 1904).
- La Descendance des Heredo-syphilitiques.C. R. XIII Congr.internat.M6d. Sectio de Derm, et d. Syphil., pp. 77—79, 303—318. Paris, 1900. (La Famille syphilitique et Sa Descendance. La Syphilis. Revue de Medecine Speciale, publiee par le d-r T. Barthelemy. Paris, 1904)

## Переводы
- Цейссль Г. Руководство к изучению сифилиса и связанных с ним местных венерических болезней. Перевод с немецкого под редакцией проф. В. М. Тарновского, СПб., 1873.
- Ланcеро Э. Учение о сифилисе. Перевод с французского под редакцией и с примечаниями проф. В. М. Тарновского, СПб., 1877.
- Фурнье А. Сифилис мозга. Перевод с французского под редакцией проф. В. М. Тарновского, СПб., 1881.